# Азизов, Акиф Гамид оглы
Аки́ф Гами́д оглы Ази́зов (азерб. Akif Həmid oğlu Əzizov; 2 ноября 1943, Умудлу, Нагорно-Карабахская автономная область — 20 ноября 2016, Баку) — азербайджанский химик, доктор химических наук, член-корреспондент НАНА,  азербайджанский химик, доктор химических наук, член-корреспондент НАНА.

## Биография
Родился в семье педагогов.
В 1957 году поступил в Бакинский университет. Проучившись здесь четыре года, он уехал учиться в Московский государственный университет. После его окончания по приглашению Сафара Алиева приехал работать в Азербайджанский институт нефти и химии (с 1992 года — Азербайджанская государственная нефтяная академия. Доктор химических наук, профессор.
В 2001 году был избран в члены-корреспонденты НАНА по специальности нефтехимия. Являлся действительным членом Нью-Йоркской Академии наук и членом Американского химического общества. Заместитель директора Института нефтехимических процессов им. Ю. Г. Мамедалиева.

## Научная деятельность
- Роль лигандов и слабых металло-лигандных связей в металло-органическом катализе;[1]
- Металлиний-ионные механизмы в реакциях олигомеризации и полимеризации;
- Бифункциональные катализаторы и стабилизаторы для процессов полимеризации;
- Реакция олигоалкилирования ароматических углеводородов и синтетические масла на их основе;
- Высокоэффективные катализаторы и технологические методы для производства стереорегулярного полибутадиена, димеров, содимеров, (со) олигомеров и полимеров низкомолекуляных олефинов, макромономеров, реакционно-способных олигомеров, бактериосидов и. др. полезных веществ;[2]
- Лиганд-заряженные новые металло-комплексные катализаторы.[3]

## Научные труды
А. Г. Азизов опубликовал около 200 работ, в том числе 120 были опубликованы за рубежом. Имеет 35 патентов.
- Азизов А. Г. Макромономеры. Баку: Элм, 2009. 388 с.
- Азизов А. Г. Некоторые аспекты металлоорганического катализа процессов олигомеризации и полимеризации: избранные труды. Т. 1. Баку: Элм, 2009. 368 с.
- Азизов А. Г., Асадов З. Г., Ахмедова Г. А. Ионные жидкости и их применение. Баку, 2010. 580 с.
- Азизов А. Г. Металиний-ионные механизмы в металлорганическом катализе олигомеризационных и полимеризационных процессов. Роль лигандов и «слабых» взаимодействий. Баку, 1991, 100 с.
- АзизовА. Г. Активирующее влияние лигандов на каталитические свойства никельсодержащих систем в реакциях линейной олигомеризации и полимеризации. Роль электронных и стерических факторов // Успехи химии, 1987, вып.12, с. 2098—212
- Азизов А. Г. и др. Парамагнитные интермедиаты экспительного присоединения бидендатных хелатантов к комплексам Ni(О) // Журнал общей химии, 1987.
- Азизов А. Г. и др. Взаимосвязь между молекулярной массой и микроструктурой полибутадиена, полученного на CO-содержащих каталитических системах // Высокомолекулярные соединения, 1990, т. XXXII, № 6, с.1050-1056.
- А. H. Аzizov et al. Strong-excitation photoluminescence of PbBr2 CH3 NH2 // Inorganic materials, 2001. v. 37, № 7, p. 752[3]

## Награды
- 20 августа 1986 г. — Медаль «За трудовую доблесть»[4]
- 30 сентября 2009 г. — Заслуженный деятель науки Азербайджана — за особые заслуги в развитии нефтехимической науки в Азербайджане[5]
- 3 ноября 2015 г. — Орден «Слава» — по случаю 70-летнего юбилея Национальной Академии Наук Азербайджана, за заслуги в развитии азербайджанской науки[6]